# Кушнир, Изольда Михайловна
Изо́льда Миха́йловна Кушни́р (урождённая Тюренко́ва, 29 июля 1929, Нестерово (Владимирская область) — 10 сентября 2021, Великий Новгород) — заслуженный работник культуры Российской Федерации, общественный деятель,ветеран труда, председатель первичной ветеранской организации работников учреждений культуры Великого Новгорода.

## Биография
Изольда Михайловна родилась 29 июля 1929 года в селе Нестерово (Владимирская область) Юрьев-Польского района Владимирской области в семье служащих. Отец — Михаил Андреевич Тюренков (1905—1969). Мать — Серафима Михайловна Тюренкова (1910—1980). Братья — Аркадий Михайлович (р. 1934) и Юрий Михайлович (1928—2007). Сестра — Людмила Михайловна Козловская (р. 1937).
В Новгород переехала с семьей в 1944 году. А уже в возрасте 17 лет, в 1946 году начала свою трудовую деятельность на Новгородском участке Октябрьской железной дороги. В этот сложный период Изольда Кушнир активно приступила к восстановлению разрушенного фашистами города. В 1948 году вышла замуж за архитектора И. И. Кушнира. В 1949 году родился сын Михаил (1949—2019) — впоследствии ставший журналистом, культурологом и преподавателем. В 1955 году родился второй сын — Александр (ныне — Заслуженный строитель РФ). Несмотря на все сложности, Изольда Кушнир в 1972 году закончила Ленинградское культурно-просветительное училище (ныне Ленинградский областной колледж культуры и искусства) по специальности «Клубный работник, руководитель театрального коллектива».
Скончалась 10 сентября 2021 года.

## Общественная деятельность
Как работник культуры, Изольда Михайловна, приступила к работе во Дворце детского и юношеского творчества им. Лёни Голикова в Новгороде в 1964 году, а уже в 1967 году возглавила Кремлёвский парк (Великий Новгород). Благодаря её огромной энергии в пустующей лесопарковой зоне были установлены различные аттракционы, построен шахматный павильон и установлен фонтан «Садко», который до сих пор является украшением парка. И. М. Кушнир в 1969 году принадлежит инициатива и организация первого в Новгороде праздника «Проводы русской зимы», который существует и по сей день.
Много лет её называли «главной новгородской Снегурочкой». Своим оптимизмом, весельем она заряжала людей в трудные времена.
С 1974 по 1987 год Изольда Михайловна руководила Домом культуры имени Н. Г. Васильева. Здесь проявились её организаторские и творческие способности. Во многом благодаря её усилиям, новых творческих успехов добились ансамбли «Садко» и «Гусельки». Эти коллективы выступали перед трудящимися города, в цехах заводов, в школах и пионерских лагерях; в других городах России и зарубежья, а также центральному телевидению. Их активное участие в культурном обслуживании спортсменов и гостей Олимпиады — «Летние Олимпийские игры 1980» было отмечено наградами СССР, в том числе и И. М. Кушнир. Самодеятельным ансамблям песни и танца «Садко» и «Гусельки» было присвоено звание «Народный». За активное участие, пропаганду народного творчества и высокое исполнительское мастерство народному ансамблю «Садко» трижды присвоено Почётное звание лауреата Всесоюзных фестивалей самодеятельного творчества; лауреата Всероссийского конкурса; лауреата премии Ленинского комсомола. Много лет Изольда Михайловна проработала в Новгородской областной филармонии. Большую работу она проводила приобщая воспитанников детских садов и школ города к высокой музыкальной культуре. Почти 50 лет своей жизни Изольда Михайловна провела на сцене, восстанавливая и приумножая новгородские культурные традиции.
В 2009 году принимала участие во Всероссийском слёте — «Студенческие строительные отряды», посвящённому пятидесятилетию движения, который проходил в Москве. Проводила творческие встречи со студентами, школьниками, жителями области, рассказывая им о послевоенных годах восстановления Новгорода; об истории новгородского края. С 2002 года возглавляла Первичную ветеранскую организацию работников культуры Великого Новгорода. Навещала ветеранов на дому, организовывала праздники, юбилеи и другие мероприятия.
Об Изольде Кушнир написано много статей, её имя упоминается в различных изданиях. В книге «Новгород в моей судьбе» посвящённой женщинам Великого Новгорода, которые внесли достойный вклад в развитие своего любимого города. Известная Новгородская писательница И. В. Собакина в своей книге посвятила И. М. Кушнир главу — «Я люблю тебя жизнь».

## Награды и премии
За свою долгую трудовую жизнь И. М. Кушнир была награждена десятками благодарностей, грамотами и медалями:
- Диплом министерства культуры СССР «За активное участие во всесоюзном смотре работы парков культуры и отдыха» Министр культуры СССР Екатерина Алексеевна Фурцева (1969)
- Медаль «В ознаменование 100-летия со дня рождения Владимира Ильича Ленина» (1970)
- Знак ударник одиннадцатой пятилетки «Ударник пятилетки» (1983)
- Государственная награда — Почётное звание «Заслуженный работник культуры РСФСР» (1984)
- Медаль лауреата Всесоюзного смотра самодеятельного художественного творчества, посвященного 40-летию Победы советского народа в Великой Отечественной войне (1985)
- Медаль «Ветеран труда» (1987)
- Благодарность министра культуры РФ «За большой вклад в развитие культуры, многолетнюю плодотворную работу» Бусыгин Андрей Евгеньевич (2009)
- Медаль «В память 1150-летия Великого Новгорода» (2009)
- Знак «1150-летие зарождения российской государственности» (2012)
- Медаль «70 лет Новгородской области» (2014)
- Медаль «Великий Новгород — город Воинской Славы» (2016)
- Почётный орден «100 лет Ленинскому комсомолу» (2018)
- Благодарность настоятеля Покровского собора «За усердные труды в деле возрождения духовного образования, воспитания молодежи и устроения церковной жизни» протоиерей И.Беловенцев (2019)
- Медаль «За вклад в развитие земли Новгородской» (13.06.2019)
- 21 Благодарственное письмо, 12 благодарностей, 18 почётных грамот, 5 дипломов

Министр культуры Российской федерации Авдеев Александр Алексеевич в 2014 году наградил Изольду Михайловну Благодарностью «За большой вклад в развитие культуры, многолетнюю плодотворную работу».
Митрополит Новгородский и Старорусский, глава Новгородской Митрополии Лев в 2019 году наградил Изольду Михайловну Архиерейской грамотой «За активное многолетнее участие в жизнедеятельности Прихода Покровского собора Великого Новгорода»

## Память
- Решением Думы Великого Новгорода от 24 марта 2023 года № 843 « Об установке мемориальной доски», была установлена мемориальная доска с именем И. М. Кушнир на фасаде здания расположенного по адресу г. Великий Новгород ул. Большая Санкт-Петербургская, дом 7/2

http://duma.nov.ru/data/text/photos/6464e2068ae051684333062.5689.jpg
http://duma.nov.ru/data/text/photos/6464e2166a50b1684333078.4355.jpg